# پایگان (پیاده نظام)
پایگان یا پیایقان در ارتش ساسانی یگان پیاده‌نظام متوسطی از طبقهٔ دهقانان بود و به پیاده‌نظام ارتش بزرگ ساسانی شکل می‌داد. از پایگان به عنوان سربازانی فدایی هم یاد می‌شود که به دو بخش سنگین‌اسلحه و سبک‌اسلحه طبقه‌بندی می‌شدند.

## ویژگی‌ها
بیشتر جمعیت پایگان‌ها دهقانان تشکیل می‌دادند. در زمان خسرو انوشیروان وسعت این نیرو به صد و بیست هزار نفر از صد و هشتاد و سه هزار نفر می‌رسید. با وجود این که سربازان فدایی نامیده می‌شدند، این پایگان‌ها بودند که اغلب برای محاصره و ایجاد صفحات دفاعی برای اسواران استفاده می‌شدند. و این سربازان در نقش و لحظات حساس نقشی حیاتی داشتند آنها در جنگ با رومیان رشادت‌های فراوان نشان دادند که آن هارا هم‌تراز و حتی قوی تر از پیاده‌نظام سنگین‌اسلحه رومی نشان می‌داد پیاده‌نظام سنگین اسلحه ساسانی در جنگ‌های بسیاری با لژیون‌های روم به نبرد پرداختند که شکست‌های خفت‌باری به لژیون وارد کردند این پیاده‌نظام به همراه درفش‌های بنفش رنگ و جواهر نشان ساسانی در میدان حاضر می‌شدند و ترس و وحشت به بدن دشمنان می‌انداختند فرماندهان با نقاب طلایی و سربازان با نقاب‌های نقره‌ای و مسی که ظاهری ترسناک پیدا می‌کردند در میدان نبرد حاضر می‌شدند.

## فرماندهی
فرماندهی یگان پایگان بر عهده پایگان سالار بود.

## سلاح
زره این سربازان بسیار سنگین بود و جنسی از تکه‌های آهن و فولاد و کلاه‌های فولادی و فلزی به همراه تزئینات چرمی و سنگ‌های براق بر سر می‌گذاشتند و نیزه تبرزین شمشیر و گروهی گرز حمل می‌کردند، البته برخی نیز سلاحهای خود را به همراه داشتند مانند چاقو و اکیانه. این نیرو به علت :داشتن زره مناسب در مبارزهٔ نفر به نفر بسیار کارآمد بودند. به دلیل آسیب‌پذیری نیروهای سبک اسلحه در مقابل سربازان رومی ساسانی‌ها نیز به سمت ساختن نیروهای سنگین پیاده‌نظام خود روی آوردند.
بلیساریوس، سردار رومی در مورد نیروهای پیاده‌نظام ساسانیان می‌گوید:
| « | درست نیست این را بگوییم ولی پیاده‌نظام سنگین اسلحه ساسانی با نقاب‌ها مخوف زره‌های فولادی و فلسی کلاهایی فلزی و چرمی شمشیرهایی دو لبه گرزها گاو سر و تبرهای فولادین لژیون‌های رومی را نابود می‌ساختند گرچه گروهی از پیاده‌نظام سبک اسلحه برای حفر تونل‌های زیر زمینی کندن خندق و… به کارمی‌رفتند اما پیاده‌نظام ساسانی انچنان مهیب بود که لژیون‌های رومی اعتقاد داشتند در خون ایرانیان ماده ای وجود دارد که انهارا شکست ناپذیر می‌کند. | » |

آمیانوس مارسلینوس، Rerum Gestarum, 19.7.3 دربارهٔ نیروهای ساسانی می‌گوید:
| « | "و روز به پایان رسیده بود، که سربازان زره‌پوش در زیر آسمان پخش شدند، و این نیروهای متراکم به جلو حرکت کردند، نه مثل قبل در آشفتگی، بلکه سازماندهی شده [ص. ۵۰۵] صدای شیپور آهسته بدون اینکه کسی به جلو بدود، همچنین توسط pent-houses (؟) و حمل سپر‌ها فولادی در مقابل خود محافظت می‌شدند." | » |

پیاده‌نظام حرفه‌ای ساسانی و خراج دهقانی (حضور روستائیان در نبرد به عنوان مالیات) اغلب به عنوان یک نیروی واحد در منابع رومی اشتباه گرفته می‌شوند. پایگان‌ها نیروی حرفه‌ای و حقوق‌بگیر بوده‌اند.